# Évolué (époque coloniale)
Pour les articles homonymes, voir Évolué.

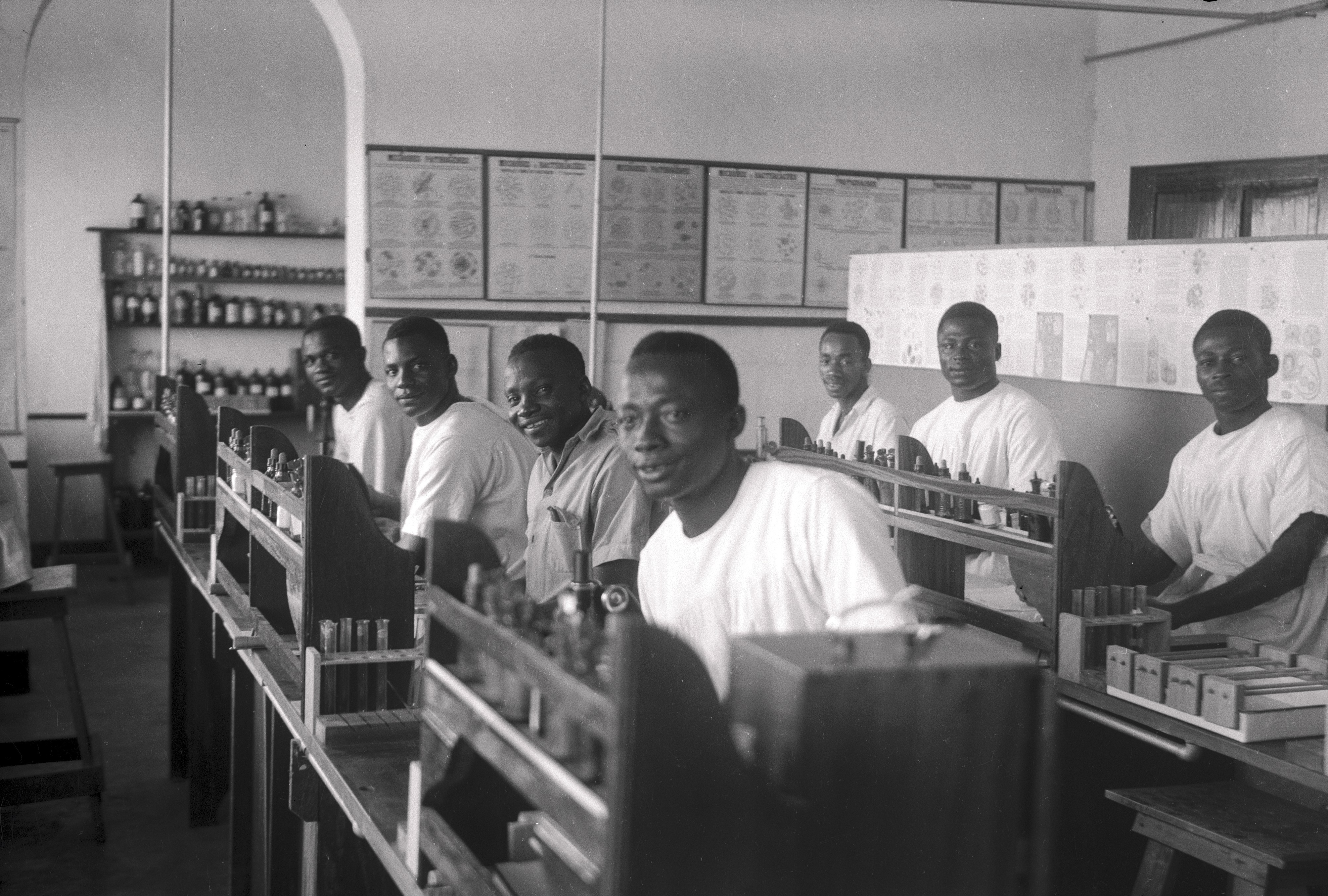
Étudiants en médecine au Congo belge.

Un évolué est un terme en français utilisé durant l'époque coloniale pour désigner un Africain ou un Asiatique ayant « évolué » en s'européanisant grâce à l'éducation ou par assimilation, partageant les valeurs et adoptant les types de comportement européens. Le terme est le plus souvent utilisé en référence aux habitants des empires coloniaux belge et français. Les « évolués » parlaient français, respectaient les lois européennes plutôt que locales, étaient plutôt des « cols blancs » (quoique d'un niveau rarement supérieur à celui d'employé) et vivaient majoritairement dans les zones urbaines.

## Colonies belges
Le terme fut utilisé notamment pour décrire la classe moyenne noire qui émergea au Congo belge (actuelle République démocratique du Congo) entre la dernière partie de la Seconde Guerre mondiale et l'indépendance, en 1960. La plupart des « évolués » étaient des Congolais qui occupèrent les postes qualifiés, tels que ceux d'employés ou d'infirmières, qui se créèrent à l'occasion du « boom économique » qui suivit la fin de la guerre. Les administrateurs coloniaux définissaient un « évolué » comme « un homme ayant rompu les liens sociaux avec son groupe [et] étant entré dans un autre système de motivation, un autre système de valeurs. » Quoique ce ne soient pas des critères universels, il était généralement admis qu'un « évolué », pour être considéré comme tel, devait bien connaître la langue française, être chrétien et avoir un niveau d'étude au-delà du primaire. Au début de leur histoire, au Congo, la plupart des « évolués » cherchèrent à utiliser leur statut pour obtenir quelques privilèges. Ils demandaient que l'administration coloniale reconnaisse leur rôle de médiateur entre les Belges et les autochtones « sauvages ».

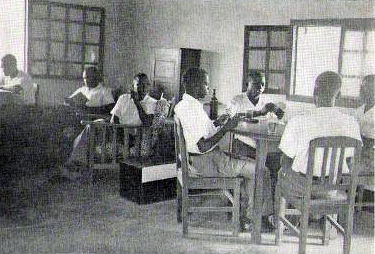
Un club au Congo belge.

Dans la mesure où les possibilités d'ascension sociale dans les structures coloniales étaient limitées, la classe « évoluée » créa ses propres clubs et associations. Elle bénéficiait ainsi de menus privilèges qui la distinguait de la « masse » congolaise. En 1947, il y avait dans les villes congolaises 110 clubs, rassemblant 5 609 membres. Entre 1952 et 1956, leur nombre crût de 131 à 317, et le nombre de personnes de 7 661 à 15 345. La plupart des associations étaient petites, mais quelques-unes couvraient des régions entières ou regroupaient tout un groupe ethnique, telle l'Alliance des Bakongo.
En 1958, l'administration coloniale estimait à 175 000 les personnes pouvant être considérées comme « évoluées » dans la colonie. Dans les dernières années précédant les indépendances, les « évolués » jouèrent un rôle important dans la  propagande coloniale, car utilisés comme exemples de la « mission civilisatrice » commencée sous Léopold  II. Après l'indépendance, l'adoption des valeurs européennes par les « évolués » servit d'argument pour expliquer que les habitants Belges du Congo pouvaient continuer à y vivre, où ils pourraient former la composante européenne d'un État multiracial.

## Colonies françaises
Dans les colonies françaises, les « évolués » acquirent la légitimité à vivre dans les villes afin d'adopter un mode de vie les différenciant des autres Africains des quartiers indigènes et de la campagne.
D'abord méfiants vis-à-vis de leurs collaborateurs indigènes, les fonctionnaires français leur permirent, après la Seconde Guerre mondiale, et à condition qu'ils donnent des gages d'anti-communisme, d'accéder à de hautes positions.